# Estação Ferroviária de Gamek
Gamek, também escrita Gameque e chamada de Grafanil, é uma interface ferroviária do Caminho de Ferro de Luanda que serve o município de Cazenga, em Angola.

## Serviços
A interface é servida por comboios suburbanos, e pelos serviços de longo e médio curso.